# Chaetocnema pusaensis
Chaetocnema pusaensis (лат.) — вид жуков-листоедов (Chrysomelidae) рода Chaetocnema трибы земляные блошки из подсемейства козявок (Galerucinae). Центральная Азия: Индия, Пакистан.

## Описание
Длина 2,20—2,40 мм, ширина 1,20—1,30 мм. Соотношение максимальной ширины обоих надкрылий к максимальной ширине пронотума 1,11—1,13. Переднеспинка и надкрылья бронзоватые. Ноги в основном красновато-коричневые. 1-11-й членики жгутика усика коричневые. Голова гипогнатная (ротовые органы направлены вниз). От других видов рода (Chaetocnema kabakovi, Chaetocnema nocticolor, Chaetocnema grandis, Chaetocnema sinuata, Chaetocnema mannerheimii, Chaetocnema hortensis, Chaetocnema aridula, Chaetocnema igori, Chaetocnema arenacea, Chaetocnema leonhardi) отличается вытянутой формой тела и строением гениталий самцов. Фронтолатеральная борозда отсутствует. Кормовые растения: Просо обыкновенное, Дагусса (Poaceae).
Средние и задние голени с выемкой на наружной стороне перед вершиной. Лобные бугорки не развиты. Переднеспинка без базального вдавления. Вид был впервые описан в 1926 году по материалам из высокогорной Индии. Валидный статус был подтверждён в 2011 году в ходе ревизии палеарктической фауны рода Chaetocnema, которую провели энтомологи Александр Константинов (Systematic Entomology Laboratory, USDA, c/o Smithsonian Institution, National Museum of Natural History, Вашингтон, США), Андрес Баселга (Andrés Baselga; Departamento de Zoología, Facultad de Biología, Universidad de Santiago de Compostela, Santiago de Compostela, Испания), Василий Гребенников (Ottawa Plant Laboratory, Canadian Food Inspection Agency, Оттава, Канада) с соавторами (Jens Prena, Steven W. Lingafelter).